# TOUGH BOY (シングル)
「TOUGH BOY」（タフ・ボーイ）は、日本のバンドであるTOM★CATが1987年3月21日に発売した通算6枚目のシングル。
1984年のデビューから在籍したキャニオン・レコード（現：ポニーキャニオン）のAARD-VARKレーベルでリリースした最後のシングルである。

## 音楽性
プロデュースにうじきつよしを起用し、ロック色を強めたサウンドとなった。

## 収録曲
| 全作詞: TOM。 |               |           |           |                     |      |
| #             | タイトル      | 作詞      | 作曲      | 編曲                | 時間 |
| 1.            | 「TOUGH BOY」 | TOM       | TOM       | うじきつよし・TOM   | 3:47 |
| 2.            | 「LOVE SONG」 | TOM       | 高垣薫    | Light House Project | 4:39 |
| 合計時間:     | 合計時間:     | 合計時間: | 合計時間: | 8:26                |      |

## メディアでの使用
| # | 曲名          | タイアップ                                                    | 出典  |
| - | ------------- | ------------------------------------------------------------- | ----- |
| 1 | 「TOUGH BOY」 | フジテレビ系放映アニメーション『北斗の拳2』オープニング主題歌 | [ 1 ] |
| 2 | 「LOVE SONG」 | フジテレビ系放映アニメーション『北斗の拳2』エンディング主題歌 | [ 1 ] |